# Martin (Japan)
Martin is een historische Japanse fabriek die van 1956 tot 1961 motorfietsen met 124-, 198- en 246 cc tweetaktmotoren maakte.
- Andere merken met de naam Martin, zie Martin (Australië), Martin (Frankrijk) en Martin (Londen).